# Talaromyces luteus
Talaromyces luteus är en svampart som först beskrevs av Zukal, och fick sitt nu gällande namn av C.R. Benj. 1955. Talaromyces luteus ingår i släktet Talaromyces och familjen Trichocomaceae.   Inga underarter finns listade i Catalogue of Life.